# Americoliva sayana
El caracol aceituna (Americoliva sayana) es una especie de gasterópodo marino perteneciente a la familia Olividae, comúnmente conocidas como olivas1. Fue descrita inicialmente como perteneciente al género Oliva. Esta especie de gasterópodo es carnívora-carroñera. Habita en zonas del intermareal y lagunas con fuerte influencia marina2. Esta especie ha sido localizada en algunas ofrendas de conchas en México, entre ellas en el Templo de Teotihuacán3.

## Clasificación y descripción
Concha de tamaño mediano, cilíndrica, sólida y brillante. El color de la concha es gris con numerosos tonos de púrpura o marrón y manchas angulosas de color más obscuro. Espira baja y aguda. Sutura acanalada. Abertura larga con el interior de color púrpura. Canal sifonal con una muesca en la base. Sin opérculo. Llega a medir hasta 60mm².

## Distribución
La especie Americoliva sayana vive desde Carolina del Norte a Florida en los Estados Unidos, en México y Brasil4. En México esta especie se distribuye desde Tamaulipas en el Golfo de México hasta el Mar Caribe2.

## Hábitat
Habita en zonas del intermareal y lagunas con fuerte influencia marina2.

## Estado de Conservación
Hasta el momento en México no se encuentra en ninguna categoría de protección, ni en la Lista Roja de la IUCN (International Union for Conservation of Nature) ni en CITES (Convención sobre el Comercio Internacional de Especies Amenazadas de Fauna y Flora Silvestres).